# Phyllonorycter aceriphaga
Phyllonorycter aceriphaga là một loài bướm đêm thuộc họ Gracillariidae. Nó được tìm thấy ở Tajikistan và Turkmenistan.
Ấu trùng ăn Acer turkestanicum. Chúng có thể ăn lá nơi chúng làm tổ.